# 千井野空翔
千井野 空翔（日语：／ Chiino Kuto，2007年1月2日—），血型AB型，琦玉縣出身。為日本的偶像、歌手、演員。隸屬於星達拓娛樂。

## 經歷
2018年6月23日，加入傑尼斯事務所，以小傑尼斯的身份開始活動。
2023年6月10日，在「朝日電視台・六本木新城夏季慶典 SUMMER STATION」的演出中，被選為由小傑尼斯出演的公演『Mynavi SUMMER STATION LIVE 2023 我們是未來!!』限定組合「ミライBoys 24」的成員。。
同年11月17日，被選為「ミライBoys 12」，並在『大脫出～Escape Run～』中飾演主角「chiino」。 2024年3月，他也作為「ミライBoys」的一員參與『大脫出2～Escape Run～』的演出。。

## 出演

### 舞台劇
- JOHNNYS' IsLAND（2019年12月8日 - 2020年1月27日、帝國劇場）[7]
- JOHNNYS' IsLAND THE NEW WORLD（2022年1月1日 - 19日、帝國劇場）[8]
- 少年們 仰望那片天空（2022年9月11日 - 10月13日、新橋演舞場 / 10月28日 - 11月6日、御園座） - 飾演 看守  [9]
- JOHNNYS' World Next Stage（2023年1月1日 - 26日、帝國劇場）[10]
- 少年們 突破黑暗（2023年10月4日 - 28日、新橋演舞場）[11]
- <ミライBoys 12>戲劇舞台項目vol.1 「大脫出〜Escape Run〜」（2023年12月7日 - 11日、紀伊國屋hall）[12]
- 噩夢醫院2024（2024年2月22日 - 28日、劇場1010） - 飾演 魔界之王 [13][14]
- <ミライBoys>戲劇舞台項目vol.2「大脫出2〜Escape Run〜」（2024年4月18日 - 29日、紀伊國屋hall）[15]。
- MASSARA（2024年9月4日 - 17日、新橋演舞場） [16]
- 荒誕？彼得潘！（2024年9月28日 - 10月1日、梅田藝術劇場 / 10月5日・6日、Ai Plaza豊橋 / 10月10日 - 14日、東京國際Forum Hall C） - 飾演 Max・Bennett[17]
- ANDO（2025年9月5日 - 28日予定、新橋演舞場 / 10月9日・10日予定、広島文化学園HBGホール / 10月17日 - 25日予定、大阪松竹座）[18]

### 演唱會
- 東西小傑尼斯 Spring Paradise - Go!Go!kids・其他小傑尼斯（2023年3月18日・19日、大阪松竹座/ 6月10日 - 12日、日本橋三井hall）[19][20]
- <ミライBoys 24> Mynavi SUMMER STATION LIVE 2023 我們是未來!!（2023年8月11日 - 27日、EX THEATER ROPPONGI）[21]
- ALL Johnnys' Jr. 2023 わっしょい CAMP! in Dome（2023年7月16日・17日、大阪巨蛋 / 8月19日・20日、東京巨蛋）[22]
- Mynavi SUMMER STATION LIVE 2024 SUMMER GO! MIRAI GO! 東だ！西だ！全員集合（2024年7月30日 - 8月8日、EX THEATER ROPPONGI）[23]
- 東西Jr.演唱會 東西シナジー（2024年12月20日 - 27日、歐力士劇場）[24]
- SHOWbiz 2025（2025年1月5日 - 13日、有明體育館）[25]
- 東京Jr. Next Generation 2025（2025年7月30日 - 8月1日、EX THEATER ROPPONGI / 8月7日 - 16日、大阪松竹座）[26][27]

### 活動
- 駆アガル！～あべこべ男子に憧れて〜（2025年3月22日・23日預定、ぴあアリーナMM）[28]

### 綜藝節目
- Jr. land NEO（2023年4月28日 - 、TBS頻道1/ SPOOX）[29]
- カクエキ！（2024年8月24日、2025年2月1日、8日、朝日電視台）

### 網路節目
- ワイルドトリッパー！！（2025年4月10日 - ）[30]

### 其他
- 都市型觀光BUS TOUR『WOW RIDE』（2022年8月1日 - 10月30日） - 影片導覽員 [31][32]
- 職業野球2023 SoftBank × 樂天戰（2023年9月10日、BOSS E･ZO FUKUOKA） - 比賽直播副聲道 [33]

## 外部連結
- 千井野空翔 個人介紹 （页面存档备份，存于） - Jr. Official Website